# بكر يارانغوم
بكر يارانغوم (بالتركية: Bekir Yarangüme)‏ مواليد 28 يناير 1977 في أيدين، تركيا، هو لاعب كرة سلة تركي. بدأ مسيرته الاحترافية في سنة 1998. يلعب مع نادي داروشافاكا لكرة السلة. يحمل الرقم 9.

## المسيرة الاحترافية
لعب مع تورك تيليكوم في الدوري التركي من سنة 2002 إلى 2004، ثم لعب مع بشكتاش لكرة السلة في موسم 2004–2005، ثم لعب مع أولكرسبور في موسم 2005–2006، ثم لعب مع بانفيت لكرة السلة في الدوري التركي في موسم 2006–2007، ثم لعب مع تورك تيليكوم من سنة 2007 إلى 2010، ثم لعب مع بشكتاش في موسم 2010–2011، ثم لعب مع تورك تيليكوم في موسم 2011–2012.

## روابط خارجية
- بكر يارانغوم على موقع الاتحاد الدولي لكرة السلة (الإنجليزية)
- بكر يارانغوم على موقع الدوري الأوروبي لكرة السلة (الإنجليزية)
- بكر يارانغوم على موقع كرة السلة الأوروبية.كوم (الإنجليزية)
- بكر يارانغوم على موقع ريلجم (الإنجليزية)
- بكر يارانغوم على موقع بروبوليرز (الإنجليزية)
- بكر يارانغوم على موقع سبورتس رفرنس (الإنجليزية)